# Cantó de Cadenet
El cantó de Cadenet (en francès canton de Cadenet) és una antiga divisió administrativa francesa del departament de la Valclusa, situat al districte d'Ate. Té 9 municipis i el cap és Cadenet. Va desaparèixer el 2015.

## Municipis
- Cadenet
- Cucuron
- Làurias
- Lormarin
- Merindòu
- Puget
- Puègvèrd
- Vaugina
- Vilalaura

## Història
| Data d'elecció                           | Identitat        | Partit        | Qualitat |
| ---------------------------------------- | ---------------- | ------------- | -------- |
| 1967-1973                                | M. Blanc         | PS            |          |
| 1973-1998                                | Henri Barthélemy | PS            |          |
| 1998-2015                                | Michel Tamisier  | Divers gauche |          |
| les dades anteriors no són pas conegudes |                  |               |          |
|                                          |                  |               |          |